# Magnetomrører
En magnetomrører er en slags laboratorieudstyr som benyttes til automatisk omrøring af væsker. Den består af en elektronisk plade som indeholder en roterende magnet eller en stationær elektromagnet, og en stangmagnet som er overtrukket med en inert polymer, f.eks. teflon. Et glas med den væske der skal omrøres placeres på pladen og stangmagneten puttes i glasset. Derefter tændes for strømmen, og magneten i pladen begynder at dreje rundt, hvilket medfører at magneten i glasset også drejer rundt og glassets indhold bliver omrørt.
Stangmagneterne kan fås i mange størrelser, fra få millimeter til flere centimeter lange. Magnetomrøreren kan derfor bruges i mange forskellige slags forsøgsopstillinger.
Nogle magnetomrørere er samtidig varmeplader som kan opvarme og omrøre på samme tid.
Magnetomrørere har den fordel at de kan bruges i et lukket system, dvs. i en opstilling hvor der f.eks. ikke må komme ilt til. Motordrevne omrørere har også den ulempe at de kræver smørelse som kan forurene det eksperiment som er i gang.